# Црква Светог Луке у Нишу
Црква Светог Луке у Нишу или Црква Светог Апостола Луке у Нишу је храм посвећен Светом Апостолу Луки. Црква припада Епархији нишкој Српске православне цркве.
Сама идеја за изградњу храма Светог апостола Луке родила се непосредно после бомбардовања 1999. године и врло брзо су градски оци са тадашњим владиком нишким господином Иринејем, кренули у реализацију. Завршена је у времену пред обележавање великог хришћанског јубилеја 1.700 година хришћанства. За место подизања храма Град Ниш дао је сквер у коме се тада налазио мали парк. Саме димензије храма диктирале су габарити добијеног плаца, тако да је укупне површине 90 метара квадратних са куполом висине 14 метара. Овај  храм има све што треба да има православни храм укључујући и лепо сређену порту са чесмом. Спада у мање православне једнобродне храмове са звоником утопљеним у улаз храма, има малу припрату где је смештена црквена продавница и где се пале свеће. Из припрате улази се у брод цркве или у наос, где се православни народ моли и учествује у богослужењима, а постоји и олтарска преграда, иконостас. Градња саме Цркве почела је 2001. године, а завршена јула 2009. године. Тад је и освештана од стране тадашњег нишког владике Иринеја. 
Најновији радови на самој цркви догодили су се 2024. године. Црква је заблистала пуним сјајем јер је добила дугочекану боју фасаде. Сада она плени својом светло-жутом пастелном нијансом. 
Према речима протојереја Светислава Петровића, старешине цркве, живопис цркве радили су најпризнатији уметници 21. века у овој области.

Црква је један од новијих храмова у Нишу. Саграђена је у времену пред обележавање хришћанског јубилеја 1700 година хришћанства. Темеље храма је освештао 9. јула 2009. године тадашњи владика нишки господин Иринеј.